# E-book

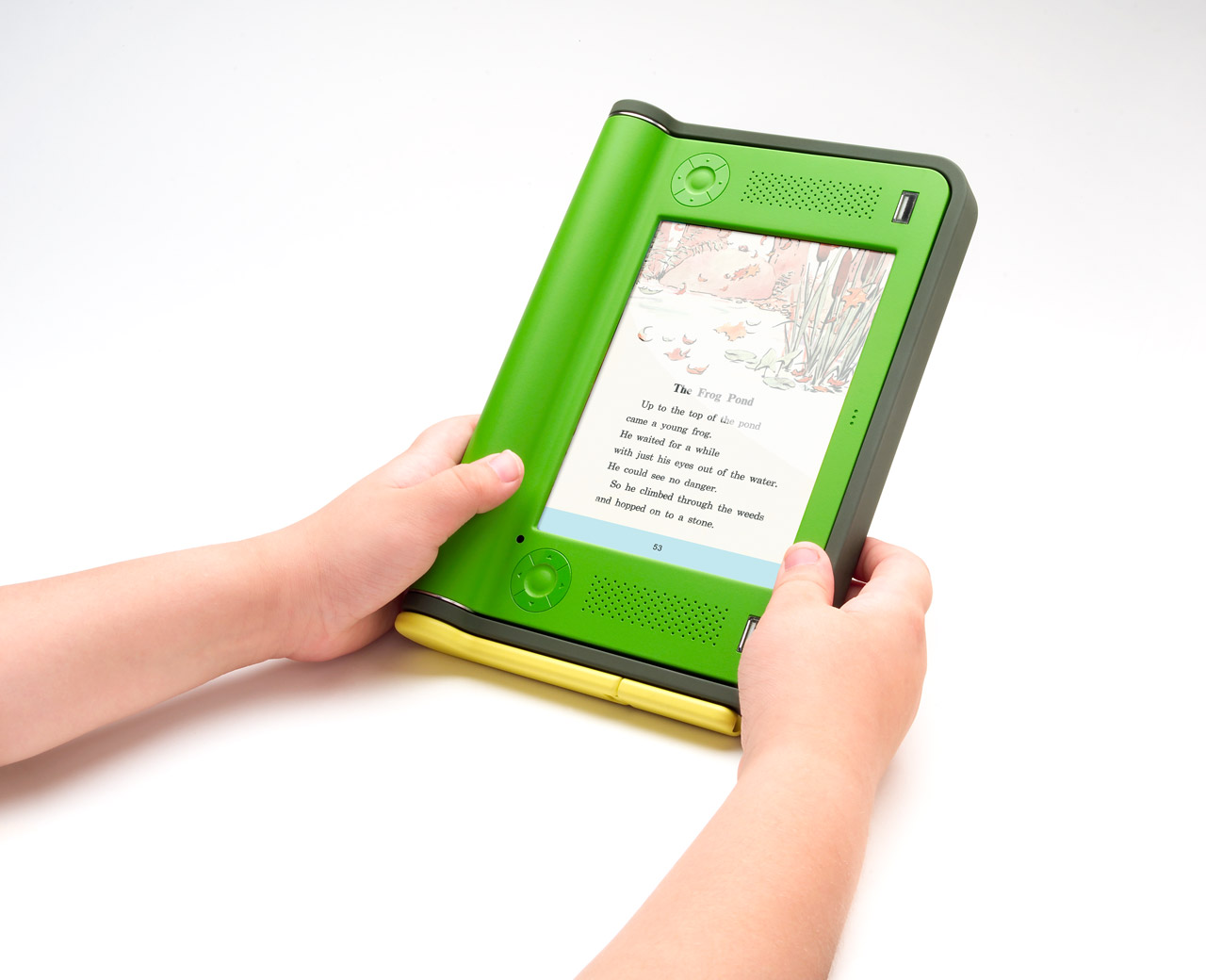
Persoană care se uită la o carte electronică pe un dispozitiv special de citire (e-reader)

Un e-book (abreviere din engleză de la electronic book, citit aproximativ 'i-buc, în română: carte electronică) este un fișier electronic digital ce conține textul și imaginile unei cărți, între timp chiar și clipuri video, de obicei toate protejate împotriva folosirii abuzive printr-un sistem de gestiune a drepturilor digitale de tip digital rights management (DRM). Cărțile electronice sunt cărți virtuale. Ele se pot citi pe mai multe tipuri de aparate cu monitor (ecran), în general portabile: calculatoarele personale, tablete, smartphone-uri, sau și pe dispozitive special construite pentru cititul cărților, numite e-reader sau e-book reader. De asemenea, multe telefoane mobile pot fi folosite și pentru citirea cărților electronice. Mediul de transmitere pentru descărcarea datelor este Internetul, combinat eventual cu un sistem de telefonie mobilă de tip GSM, totul fiind oferit în formă de serviciu web contra cost.
În funcție de model dispozitivele e-reader se pot compara la greutate cu o carte adevărată, deci pot fi luate cu sine peste tot, dar sunt făcute pentru a cuprinde (memora) simultan mari cantități de informație, chiar sute de romane.
Multe din aparatele e-reader se pot folosi la afișarea nu numai a cărților electronice, dar și pentru gazete, ziare, reviste, chiar pagini web ș.a.m.d., în general pentru toate materialele scrise. În ultimii ani și tehnologia acumulatorilor a progresat mult, astfel încât funcționarea este asigurată pentru ore în șir cu o singură încărcare.
O mare importanță la un e-book reader o are tehnologia folosită pentru ecran, care trebuie să asigure o ușurință mare la citire (ergonomie), comparabilă cu cea de la o carte reală, în cele mai diverse situații de iluminare.

## Terminologie

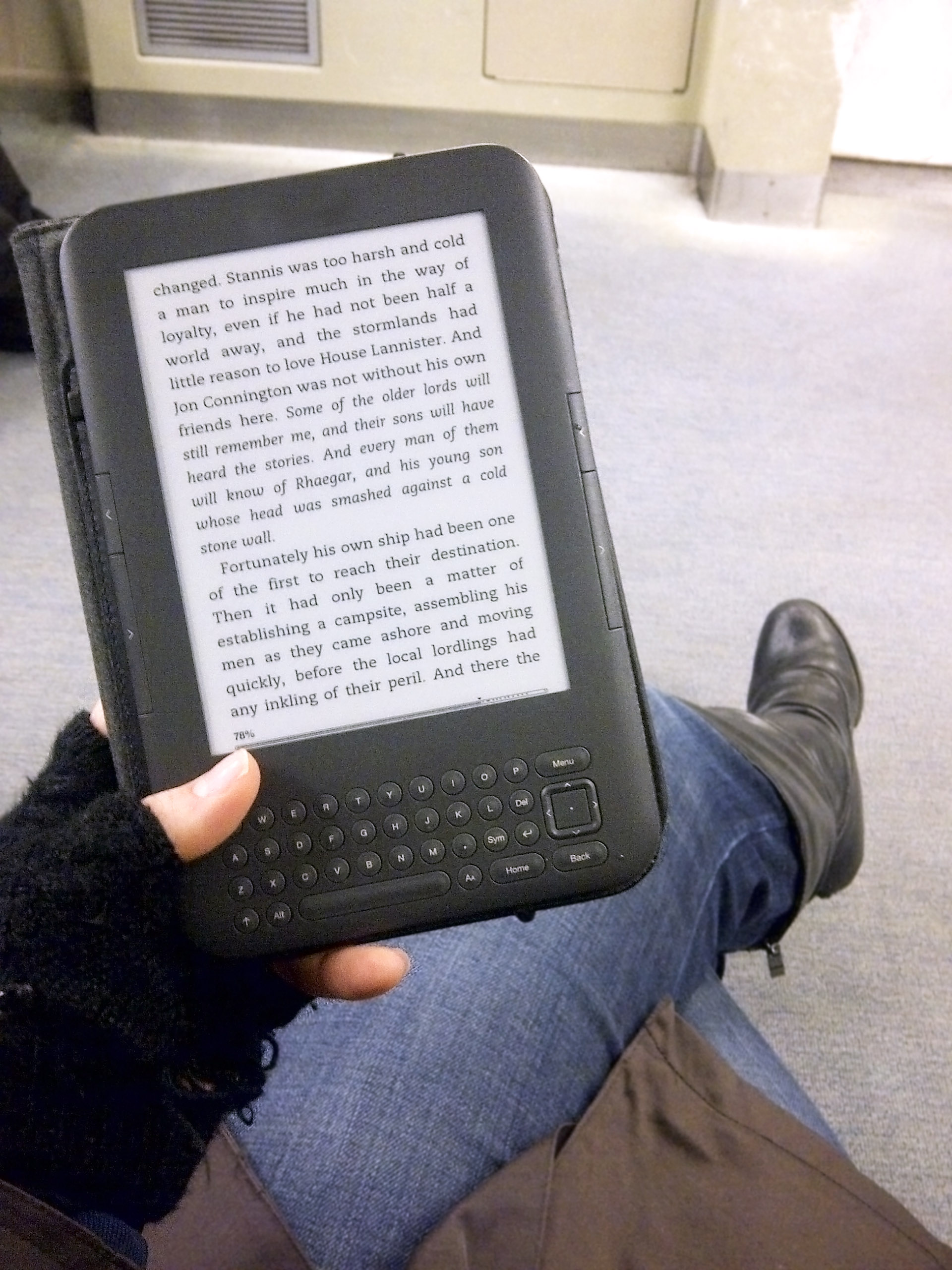
Citirea unei cărți electronice privind transportul public

E-book se referă și la „ebooks”, „eBooks”, „Ebooks”, „e-Books”, „e-journals”, „e-editions”, „digital books”. Dispozitivele concepute special pentru citirea cărților electronice se numesc „e-readers”, „ebook device” sau „eReaders”.

## Inventatori

### Ángela Ruiz Robles (1949)
În 1949, Ángela Ruiz Robles, profesoară din Ferrol, Spania, a inventat un dispozitiv mecanic care funcționa pe aer comprimat, unde textul și grafica erau cuprinse pe bobinele pe care utilizatorii le-ar încărca pe axele rotative. Ideea ei a fost de a crea un dispozitiv care să reducă numărul de cărți pe care elevii ei le duceau la școală.
Dispozitivul final urma să includă înregistrări audio, o lupă, un calculator și o lumină electrică pentru citirea pe timp de noapte. Dispozitivul nu a fost niciodată pus în producție, dar unul dintre prototipurile ei este păstrat în Muzeul Național de Știință și Tehnologie din A Coruña, Spania.

### Roberto Busa (1949-1970)
Prima e-carte poate fi indicile Thomisticus, un indice electronic puternic adnotat în lucrările lui Thomas Aquinas, pregătit de Roberto Busa, începând din 1949 până în 1970.

## Statistici despre citirea cărților electronice
Toți cititorii electronici și aplicațiile de lectură sunt capabili să urmărească datele de citire a cărților electronice, iar datele ar putea conține ce utilizatori de cărți electronice le deschid, cât timp petrec utilizatorii să citească fiecare e-carte și cât de mult din fiecare e-carte este citită. În decembrie 2014, Kobo a lansat datele de citire a cărților electronice colectate de la peste 21 de milioane de utilizatori din întreaga lume. Unele dintre rezultate au fost că doar 44,4 % dintre cititorii din Marea Britanie au terminat e-book-ul „The Goldfinch” și cel mai bine vândut e-book din 2014 în Marea Britanie, „One Cold Night”, a fost terminat de 69 % din cititori; aceasta este o dovadă că în timp ce cărțile electronice populare sunt citite complet, unele e-cărți sunt doar eșantionate

## Vezi și
- Biblioteci virtuale